# Буэн-Ретиро

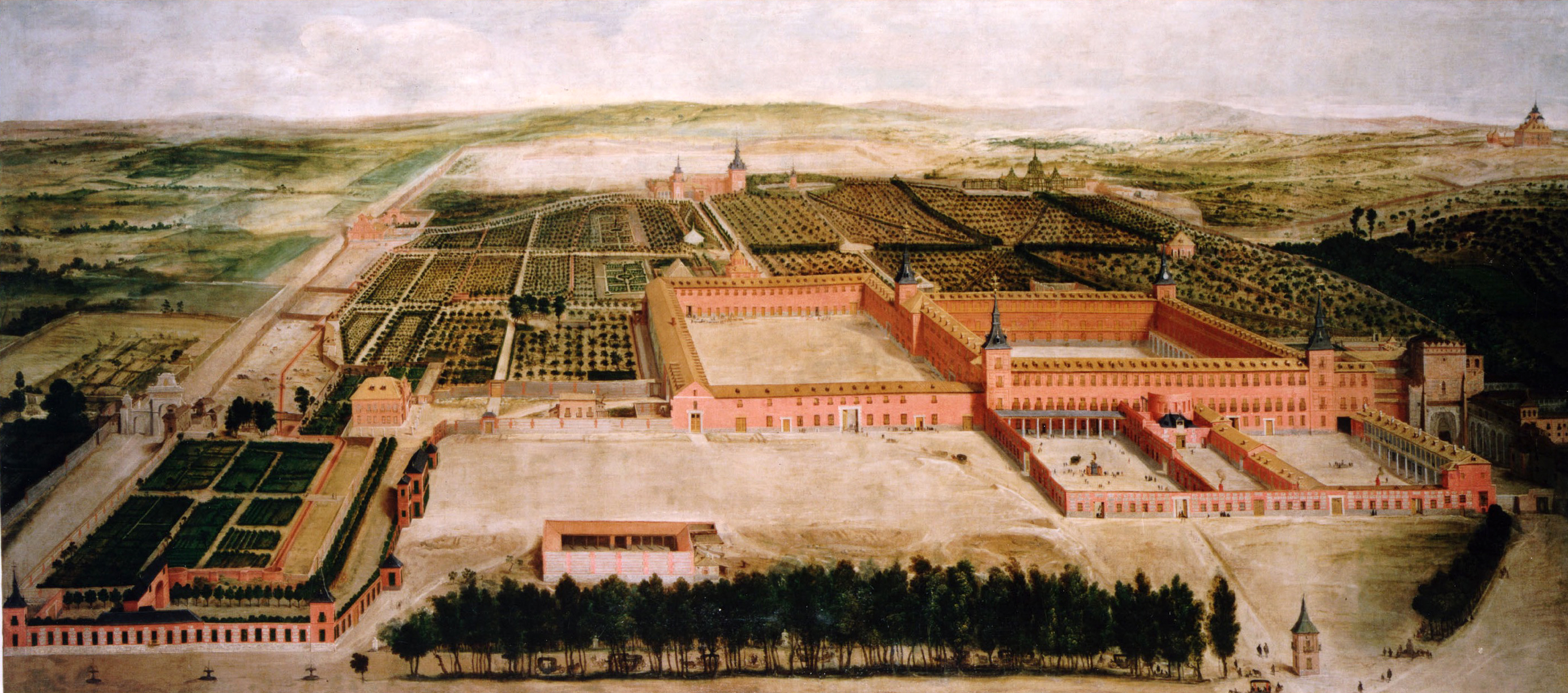
Буэн Ретиро в 1637 году, картина Хосе Леонардо.

Буэн-Ретиро (исп. Buen Retiro — «благое уединение») — несохранившийся королевский дворец близ Мадрида. Построен в начале XVII века герцогом Оливаресом, фаворитом Филиппа IV. Автором проекта был архитектор Сантьяго Бонавиа. После смерти герцога перешел в казну и стал обычным весенним местопребыванием королевской семьи. Был разрушен в 1808 году во время наступления французов на Мадрид. В настоящее время примыкающий к замку парк восстановлен и является любимым местом прогулок для жителей испанской столицы.